# Харираджа
Харираджа (хинди हरिराज; ? — 1194) — последний правитель (махараджа) царства Сападалакши на северо-западе Индии (ок. 1193—1194). После того как Гуриды победили его брата Притхвираджу III в 1192 году, он сверг своего племянника Говиндараджу IV, который был назначен вассальным правителем Гуридами. Харирджа правил частью своего родового царства (в современном Раджастане) в течение короткого периода, прежде чем был побежден Гуридами в 1194 году.

## Биография
Харираджа был сыном царя Сомешвары, правившего в 1169—1178 годах, и царицы Карпурадеви. Он и его старший брат Притхвираджа III родились в Гуджарате, где их отец Сомешвара был воспитан при дворе династии Чаулукья его родственниками по материнской линии. Притхвираджа взошел на царский трон после смерти Сомешвары, но его правление закончилось в 1192 году с завоеванием царства династией Гуридов. Гуриды назначили Говиндараджу IV, сына Притхвираджи, вассальным правителем в обмен на большую дань.
Харираджа восстал против правления Гуридов в Аджмере, столице династии Чаухан, вынудив Говиндараджу укрыться в крепости Рантхамбор. Когда гуридский правитель Кутб ад-дин Айбак услышал об этом, он поспешил из Дели на Рантхамбор. Харираджа отступил, зная, что не сможет победить армию Гуридов.
В то время как Гуриды были заняты борьбой с другими индуистскими династиями, такими как Гахадавалы, Харираджа снова вторгся в Аджмер в 1193 году. На этот раз ему удалось отбить Аджмер и стать новым царем Сападалакши при поддержке бывшего генерала Притхвираджи Сканды. Впоследствии Харираджа послал войско под предводительством Джатиры (называемого Джихтар или Джитар в мусульманских рассказах), чтобы захватить Дели. Однако этим силам пришлось отступить в страхе перед более многочисленной армией Гуридов. Когда войско Джатиры возвращалось из-под Дели, Харираджа выступил из Аджмера с другой армией в его поддержку. В последовавшей битве Гуриды решительно разгромили силы Харираджи.
Согласно мусульманскому историку XVI века Фериште, Харираджа и его генерал Джайтра были убиты в этой битве. Однако почти современный источник XIII века Тадж-уль-Маасир утверждает, что Джайтра «пожертвовал собой в пламени огня». Хаммира Махакавья из книги джайнского ученого Найачандры Сури также утверждает, что Харираджа был вынужден отступить в Аджмер, где он решил, что любое дальнейшее сопротивление Гуридам было бесплодным. В результате он и его семья затем совершили самоубийство путем самосожжения.
Женой Харираджи была Пратападеви, о чём свидетельствует надпись 1194 года в деревне Тантоти.